# Lijst van afleveringen van Private Practice
Dit is een lijst van afleveringen van seizoen één tot en met zes van de televisieserie Private Practice.
| Seizoen | Aantal afleveringen | Uitgezonden                         | Verschijningsdatum dvd |  |
| ------- | ------------------- | ----------------------------------- | ---------------------- |  |
| 1       | 9                   | 26 september 2007 – 7 december 2007 | 15 september 2008      |  |
| 2       | 22                  | 1 oktober 2008 – 30 april 2009      | 1 maart 2010           |  |
| 3       | 23                  | 1 oktober 2009 – 13 mei 2010        | 21 maart 2011          |  |
| 4       | 22                  | 23 september 2010 – 19 mei 2011     | 2 april 2012           |  |
| 5       | 22                  | 29 september 2011 – 15 mei 2012     | 4 februari 2013        |  |
| 6       | 13                  | 25 september 2012 – 22 januari 2013 | 2 december 2013        |  |

## Seizoen 1: 2007
| Nr. | Aflevering | Titel                                                     | Regisseur           | Schrijver                   | Kijkcijfers VS (miljoen) | Uitzenddatum VS   |  |
| --- | ---------- | --------------------------------------------------------- | ------------------- | --------------------------- | ------------------------ | ----------------- |  |
| 1   | 1          | In Which We Meet Addison, a Nice Girl from Somewhere Else | Mark Tinker         | Shonda Rhimes               | 14,41                    | 26 september 2007 |  |
| 2   | 2          | In Which Sam Receives an Unexpected Visitor               | Tony Goldwyn        | Mike Ostrowski              | 12,30                    | 3 oktober 2007    |  |
| 3   | 3          | In Which Addison Finds the Magic                          | Mark Tinker         | Shonda Rhimes & Marti Noxon | 12,40                    | 10 oktober 2007   |  |
| 4   | 4          | In Which Addison Has a Very Casual Get-Together           | Arvin Brown         | Andrea Newman               | 11,81                    | 17 oktober 2007   |  |
| 5   | 5          | In Which Addison Finds a Showerhead                       | Julie Anne Robinson | Shonda Rhimes & Marti Noxon | 11,77                    | 24 oktober 2007   |  |
| 6   | 6          | In Which Charlotte Goes Down the Rabbit Hole              | David Salomon       | Jenna Bans                  | 11,21                    | 31 oktober 2007   |  |
| 7   | 7          | In Which Sam Gets Taken for a Ride                        | Jeff Melman         | Emily Halpern               | 11,45                    | 14 november 2007  |  |
| 8   | 8          | In Which Cooper Finds a Port in His Storm                 | Mark Tinker         | Lauren Schmidt              | 8,44                     | 21 november 2007  |  |
| 9   | 9          | In Which Dell Finds His Fight                             | Wedney Stanzler     | Ayanna A. Floyd             | 10,36                    | 28 november 2007  |  |

## Seizoen 2: 2008-09
| Nr. | Aflevering | Titel                 | Regisseur           | Schrijver                                              | Kijkcijfers VS (miljoen) | Uitzenddatum VS  |  |
| --- | ---------- | --------------------- | ------------------- | ------------------------------------------------------ | ------------------------ | ---------------- |  |
| 10  | 1          | A Family Thing        | Mark Tinker         | Shonda Rhimes & Marti Noxon                            | 8,16                     | 1 oktober 2008   |  |
| 11  | 2          | Equal and Opposite    | Tom Verica          | Mike Ostrowski                                         | 7,40                     | 8 oktober 2008   |  |
| 12  | 3          | Nothing to Talk About | Helen Shaver        | Ayanna A. Floyd                                        | 7,98                     | 22 oktober 2008  |  |
| 13  | 4          | Past Tense            | Michael Pressman    | Craig Turk                                             | 7,93                     | 29 oktober 2008  |  |
| 14  | 5          | Let It Go             | Michael Zinberg     | Lauren Schmidt                                         | 9,54                     | 5 november 2008  |  |
| 15  | 6          | Serving Two Masters   | Joanna Kerns        | Emily Halpern                                          | 7,14                     | 19 november 2008 |  |
| 16  | 7          | Tempting Faith        | James Frawley       | Jon Cowan & Robert Rovner                              | 6,33                     | 26 november 2008 |  |
| 17  | 8          | Crime and Punishment  | Mark Tinker         | Shonda Rhimes                                          | 7,78                     | 3 december 2008  |  |
| 18  | 9          | Know When to Fold     | Jeff Melman         | Elizabeth J.B. Klaviter                                | 6,86                     | 10 december 2008 |  |
| 19  | 10         | Worlds Apart          | Bethany Rooney      | Steve Blackman                                         | 6,61                     | 17 december 2009 |  |
| 20  | 11         | Contamination         | Kate Woods          | Fred Einesman                                          | 8,98                     | 8 januari 2009   |  |
| 21  | 12         | Homeward Bound        | Mark Tinker         | Sal Calleros                                           | 8,49                     | 15 januari 2009  |  |
| 22  | 13         | Nothing to Fear       | Allison Liddi-Brown | Jon Cowan & Robert Rovner                              | 9,49                     | 22 januari 2009  |  |
| 23  | 14         | Second Chances        | James Frawley       | Craig Turk                                             | 7,74                     | 29 januari 2009  |  |
| 24  | 15         | Acceptance            | Steve Gomer         | Mike Ostrowski                                         | 12,91                    | 5 februari 2009  |  |
| 25  | 16         | Ex-Life               | Mark Tinker         | Jon Cowan, Robert Rovner, Krista Vernoff & Debora Cahn | 14,10                    | 12 februari 2009 |  |
| 26  | 17         | Wait and See          | Michael Zinberg     | Steve Blackman                                         | 11,16                    | 19 februari 2009 |  |
| 27  | 18         | Finishing             | Donna Deitch        | Shonda Rhimes                                          | 8,80                     | 12 maart 2009    |  |
| 28  | 19         | What Women Want       | Mark Tinker         | Lauren Schmidt                                         | 9,74                     | 19 maart 2009    |  |
| 29  | 20         | Do the Right Thing    | Eric Stoltz         | Craig Turk                                             | 10,12                    | 26 maart 2009    |  |
| 30  | 21         | What You Do for Love  | Tom Verica          | Ayanna A. Floyd                                        | 9,08                     | 23 april 2009    |  |
| 31  | 22         | Yours, Mine & Ours    | Michael Zinberg     | Jon Cowan & Robert Rovner                              | 9,70                     | 30 april 2009    |  |

## Seizoen 3: 2009-10
| Nr. | Aflevering | Titel                             | Regisseur           | Schrijver                                  | Kijkcijfers VS (miljoen) | Uitzenddatum VS  |  |
| --- | ---------- | --------------------------------- | ------------------- | ------------------------------------------ | ------------------------ | ---------------- |  |
| 32  | 1          | A Death in the Family             | Mark Tinker         | Shonda Rhimes, Jon Cowan & Robert Rovner   | 11,58                    | 1 oktober 2009   |  |
| 33  | 2          | The Way We Were                   | Donna Deitch        | Patti Carr & Lara Olsen                    | 9,50                     | 8 oktober 2009   |  |
| 34  | 3          | Right Here, Right Now             | Rob Corn            | Dana Baratta                               | 10,36                    | 15 oktober 2009  |  |
| 35  | 4          | Pushing the Limits                | Allison Liddi-Brown | Ayanna A. Floyd                            | 9,93                     | 22 oktober 2009  |  |
| 36  | 5          | Strange Bedfellows                | Steve Gomer         | Kathy McCormick                            | 9,16                     | 29 oktober 2009  |  |
| 37  | 6          | Slip Slidin' Away                 | Helen Shaver        | Fred Einesman                              | 9,11                     | 5 november 2009  |  |
| 38  | 7          | The Hard Part                     | Mark Tinker         | Steve Blackman                             | 10,25                    | 12 november 2009 |  |
| 39  | 8          | Sins of the Father                | Tom Verica          | Elizabeth J.B. Klaviter                    | 8,93                     | 19 november 2009 |  |
| 40  | 9          | The Parent Trap                   | Donna Deitch        | Craig Turk                                 | 9,21                     | 3 december 2009  |  |
| 41  | 10         | Blowups                           | Mark Tinker         | Sonay Washington                           | 9,21                     | 3 december 2009  |  |
| 42  | 11         | Another Second Chance             | Michael Zinberg     | Krista Vernoff & Kathy McCormick           | 10,96                    | 14 januari 2010  |  |
| 43  | 12         | Best Laid Plans                   | Betthany Rooney     | Patti Carr & Lara Olsen                    | 9,64                     | 21 januari 2010  |  |
| 44  | 13         | Shotgun                           | Karen Gaviola       | Jon Cowan & Robert Rovner                  | 9,25                     | 4 februari 2010  |  |
| 45  | 14         | Love Bites                        | Matthew Penn        | Dana Baratta                               | 9,04                     | 11 februari 2010 |  |
| 46  | 15         | Til Death Do Us Part              | Kenny Leon          | Craig Turk                                 | 7,59                     | 18 februari 2010 |  |
| 47  | 16         | Fear of Flying                    | Mark Tinker         | Ayanna A. Floyd                            | 7,57                     | 4 maart 2010     |  |
| 48  | 17         | Triangles                         | Tom Verica          | Steve Blackman                             | 7,66                     | 11 maart 2010    |  |
| 49  | 18         | Pulling the Plug                  | Ann Kindberg        | Kathy McCormick                            | 8,71                     | 25 maart 2010    |  |
| 50  | 19         | Eyes Wide Open                    | Eric Stoltz         | Jesse Zigelstein                           | 7,82                     | 1 april 2010     |  |
| 51  | 20         | Second Choices                    | Jeff Bleckner       | Patti Carr & Lara Olsen                    | 7,49                     | 22 april 2010    |  |
| 52  | 21         | War                               | Eric Stoltz         | Elizabeth J.B. Klaviter & Sonay Washington | 7,78                     | 29 april 2010    |  |
| 53  | 22         | In the Name of Love               | Mark Tinker         | Fred Einesman                              | 8,15                     | 6 mei 2010       |  |
| 54  | 23         | The End of a Beautiful Friendship | Jeannot Szwarc      | Debora Cahn                                | 9,28                     | 13 mei 2010      |  |

## Seizoen 4: 2010-11
| Nr. | Aflevering | Titel                                         | Regisseur           | Schrijver                        | Kijkcijfers VS (miljoen) | Uitzenddatum VS   |  |
| --- | ---------- | --------------------------------------------- | ------------------- | -------------------------------- | ------------------------ | ----------------- |  |
| 55  | 1          | Take Two                                      | Mark Tinker         | Craig Turk & Steve Blackman      | 9,02                     | 23 september 2010 |  |
| 56  | 2          | Short Cuts                                    | Mark Tinker         | Sonay Washington                 | 7,93                     | 30 september 2010 |  |
| 57  | 3          | Playing God                                   | Donna Deitch        | Sheila Lawrence                  | 7,90                     | 7 oktober 2010    |  |
| 58  | 4          | A Better Place to Be                          | Tom Verica          | Barbie Kligman                   | 8,07                     | 14 oktober 2010   |  |
| 59  | 5          | In or Out                                     | Ed Ornelas          | Ayanna A. Floyd                  | 7,66                     | 21 oktober 2010   |  |
| 60  | 6          | All in the Family                             | Ann Kindberg        | Sanford Golden & Karen Wyscarver | 7,68                     | 28 oktober 2010   |  |
| 61  | 7          | Did You Hear What Happened to Charlotte King? | Allison Liddi-Brown | Shonda Rhimes                    | 10,18                    | 4 november 2010   |  |
| 62  | 8          | What Happens Next                             | Michael Zinberg     | Jennifer Cecil                   | 8,21                     | 11 november 2010  |  |
| 63  | 9          | Can't Find My Way Back Home                   | Mark Tinker         | Fred Einesman                    | 8,01                     | 18 november 2010  |  |
| 64  | 10         | Just Lose It                                  | Stephen Cragg       | Elizabeth J.B. Klaviter          | 7,90                     | 2 december 2010   |  |
| 65  | 11         | If You Don't Know Me By Now                   | Eric Stoltz         | Zahir McGhee                     | 7,67                     | 6 januari 2011    |  |
| 66  | 12         | Heaven Can Wait                               | Kenny Leon          | Barbie Kligman                   | 7,05                     | 3 februari 2011   |  |
| 67  | 13         | Blind Love                                    | Bethany Rooney      | Craig Turk & Steve Blackman      | 7,26                     | 10 februari 2011  |  |
| 68  | 14         | Home Again                                    | Mark Tinker         | Krista Vernoff                   | 6,73                     | 17 februari 2011  |  |
| 69  | 15         | Two Steps Back                                | Jeff Bleckner       | Ayanna A. Floyd                  | 6,44                     | 24 februari 2011  |  |
| 70  | 16         | Love and Lies                                 | Ann Kindberg        | Moira McMahon                    | 5,97                     | 17 maart 2011     |  |
| 71  | 17         | A Step Too Far                                | Scott Printz        | Fred Einesman                    | 7,93                     | 24 maart 2011     |  |
| 72  | 18         | The Hardest Part                              | Paul Adelstein      | Jennifer Cecil                   | 7,35                     | 31 maart 2011     |  |
| 73  | 19         | What We Have Here...                          | Karen Gaviola       | Christopher Fife                 | 6,68                     | 18 april 2011     |  |
| 74  | 20         | Something Old, Something New                  | Mark Tinker         | Sanford Golden & Karen Wyscarver | 6,89                     | 5 mei 2011        |  |
| 75  | 21         | God Bless the Child                           | Jeannot Szwarc      | Jennifer Cecil & Barbie Kligman  | 7,27                     | 12 mei 2011       |  |
| 76  | 22         | ...To Change the Things I Can                 | Mark Tinker         | Craig Turk & Steve Blackman      | 7,45                     | 19 mei 2011       |  |

## Seizoen 5: 2011-12
| Nr. | Aflevering | Titel                           | Regisseur           | Schrijver                                | Kijkcijfers VS (miljoen) | Uitzenddatum VS   |  |
| --- | ---------- | ------------------------------- | ------------------- | ---------------------------------------- | ------------------------ | ----------------- |  |
| 77  | 1          | God Laughs                      | Mark Tinker         | Craig Turk                               | 7,79                     | 29 september 2011 |  |
| 78  | 2          | Breaking the Rules              | Tom Verica          | Steve Blackman                           | 6,06                     | 6 oktober 2011    |  |
| 79  | 3          | Deal With It                    | Randy Zisk          | Jennifer Cecil                           | 6,51                     | 13 oktober 2011   |  |
| 80  | 4          | Remember Me                     | Mark Tinker         | Barbie Kligman                           | 6,38                     | 20 oktober 2011   |  |
| 81  | 5          | Step One                        | Ann Kindberg        | Adele Lim                                | 6,40                     | 27 oktober 2011   |  |
| 82  | 6          | If I Hadn't Forgotten...        | Jeff Bleckner       | Krista Vernoff                           | 6,56                     | 3 november 2011   |  |
| 83  | 7          | Don't Stop 'Till You Get Enough | Bethany Rooney      | Fred Einesman                            | 7,51                     | 10 november 2011  |  |
| 84  | 8          | Who We Are                      | Mark Tinker         | Shonda Rhimes                            | 7,23                     | 17 november 2011  |  |
| 85  | 9          | The Breaking Point              | Jeff Bleckner       | Christopher Fife                         | 7,23                     | 17 november 2011  |  |
| 86  | 10         | Are You My Mother?              | Ed Ornelas          | Elizabeth J.B. Klaviter                  | 7,71                     | 5 januari 2012    |  |
| 87  | 11         | The Standing Eight Count        | Scott Printz        | Zahir McGhee                             | 6,55                     | 12 januari 2012   |  |
| 88  | 12         | Losing Battles                  | Stephen Cragg       | Gabriel Llanas                           | 6,00                     | 19 januari 2012   |  |
| 89  | 13         | The Time Has Come               | Mark Tinker         | Jennifer Cecil                           | 6,55                     | 2 februari 2012   |  |
| 90  | 14         | Too Much                        | Karen Gaviola       | Noah Evslin                              | 6,52                     | 9 februari 2012   |  |
| 91  | 15         | You Break My Heart              | Allison Liddi-Brown | Steve Blackman & Craig Turk              | 7,08                     | 16 februari 2012  |  |
| 92  | 16         | Andromeda                       | Mark Tinker         | Gabe Fonseca                             | 6,32                     | 23 februari 2012  |  |
| 93  | 17         | The Letting Go                  | Paul Adelstein      | Barbie Kligman                           | 6,85                     | 15 maart 2012     |  |
| 94  | 18         | It Was Inevitable               | Bill Purple         | Adele Lim & Christopher Fife             | 6,53                     | 17 april 2012     |  |
| 95  | 19         | And Then There Was One          | Tom Verica          | Jennifer Cecil & Elizabeth J.B. Klaviter | 8,13                     | 24 april 2012     |  |
| 96  | 20         | True Colors                     | Steve Robin         | Craig Turk & Steve Blackman              | 7,28                     | 1 mei 2012        |  |
| 97  | 21         | Drifting Back                   | Jeannot Szwarc      | Gabriel Llanas & Zahir McGhee            | 5,77                     | 8 mei 2012        |  |
| 98  | 22         | Gone, Baby, Gone                | Ann Kindberg        | Shonda Rhimes                            | 6,81                     | 15 mei 2012       |  |

## Seizoen 6: 2012-13
| Nr. | Aflevering | Titel                                         | Regisseur           | Schrijver                              | Kijkcijfers VS (miljoen) | Uitzenddatum VS   |  |
| --- | ---------- | --------------------------------------------- | ------------------- | -------------------------------------- | ------------------------ | ----------------- |  |
| 99  | 1          | Aftershock                                    | Mark Tinker         | Barbie Kligman                         | 6,45                     | 25 september 2012 |  |
| 100 | 2          | Mourning Sickness                             | Ed Ornelas          | Jennifer Cecil                         | 6,01                     | 2 oktober 2012    |  |
| 101 | 3          | Good Grief                                    | Bethany Rooney      | Gabe Fonesca                           | 6,00                     | 9 oktober 2012    |  |
| 102 | 4          | You Don't Know What You've Got Till It's Gone | Ann Kindberg        | Fred Einesman                          | 4,58                     | 23 oktober 2012   |  |
| 103 | 5          | The Next Episode                              | Jeannot Szwarc      | Zahir McGhee                           | 3,72                     | 13 november 2012  |  |
| 104 | 6          | Apron Strings                                 | Amyn Kaderali       | Elizabeth J.B. Klaviter                | 4,24                     | 20 november 2012  |  |
| 105 | 7          | The World According to Jake                   | Allison Liddi-Brown | Christopher Fife                       | 3,76                     | 21 november 2012  |  |
| 106 | 8          | Life Support                                  | Mark Tinker         | Jennifer Cecil & Barbie Kligman        | 4,42                     | 4 december 2012   |  |
| 107 | 9          | I'm Fine                                      | Scott Printz        | Gabriel Llanas                         | 3,87                     | 11 december 2012  |  |
| 108 | 10         | Georgia on My Mind                            | Karen Gaviola       | Jennifer Cecil & Barbie Kligman        | 3,84                     | 18 december 2012  |  |
| 109 | 11         | Good Fries Are Hard to Come By                | James Larkin        | Elizabeth J.B. Klaviter & Zahir McGhee | 4,01                     | 8 januari 2013    |  |
| 110 | 12         | Full Release                                  | Ann Kindberg        | Eric Haywood                           | 4,10                     | 15 januari 2013   |  |
| 111 | 13         | In Which We Say Goodbye                       | Mark Tinker         | Shonda Rhimes                          | 5,32                     | 22 januari 2013   |  |